# Quartier des Halles
Quartier des Halles är Paris 2:a administrativa distrikt, beläget i första arrondissementet. Distriktet, som har anor från medeltiden, är uppkallat efter Halles de Paris.
Första arrondissementet består även av distrikten Saint-Germain-l'Auxerrois, Palais-Royal och Place-Vendôme.

## Kyrkobyggnader
- Saint-Eustache

## Profana byggnader
- Fontaine des Innocents
- Bourse de commerce
- Forum des Halles

## Bilder
| - De fyra administrativa distrikten i Paris första arrondissement. - Kyrkan Saint-Eustache. - Bourse de commerce. |

## Kommunikationer
- Tunnelbana – linje  – Les Halles
- Tunnelbana – linjerna      – Châtelet
- Busshållplats Les Halles – Centre Georges-Pompidou – Paris bussnät